# Pidzsin nyelv
A szociolingvisztikában a pidzsin terminus közvetítőnyelv szerepű, második nyelvként elsajátított kevert nyelvet jelent, amelyet olyan különböző anyanyelvű beszélők használnak, akik ismételt vagy kiterjedt kapcsolatba kerülnek egymással kereskedelmi kapcsolatok, bevándorlás, rabszolgaság vagy egyéb körülmények révén.
A legvalószínűbb feltevés szerint a „pidzsin” szó az angol business ’üzlet(elés)’ szóból származik, amelyet a kínaiak anyanyelvük fonológiai rendszere szerint picsini-nek ejtettek. Innen nevezték el Pidgin English-nek az angol és a kínai között, a 18. században a kínai kikötőkben keletkezett közvetítőnyelvet. Utólag a „pidzsin” szó az összes hasonló természetű nyelv elnevezéseként terjedt el.

## A pidzsinek keletkezése és jellegzetességei
Pidzsinek már a 15. században kezdtek kialakulni, főleg olyan európai nyelvek között, mint az angol, a francia, a portugál vagy a spanyol, és afrikai, dél-ázsiai, délkelet-ázsiai és amerikai bennszülöttek nyelvei között. Számuk a gyarmatbirodalmak kifejlődése korában szaporodott meg. Azonban pidzsinek nem csak gyarmatosítók nyelveivel jöttek létre. Például a 17. században volt egy, a Labrador-félsziget közelében halászó vagy bálnákra vadászó baszkok és helybéli amerikai indiánok által használt pidzsin, amely anyanyelveik közötti keverék volt. Egy másik példa a russenorsk-nak nevezett, a 19. században létezett orosz-norvég pidzsin. Gyarmatok vagy volt gyarmatok bennszülött nyelvei között is keletkeztek pidzsinek, például a police motu a pápua új-guineai ausztronéz nyelvcsaládhoz tartozó motu nyelv  és más helyi nyelvek között.
Ilyen nyelvi rendszerek elsősorban fejlődő gazdasággal rendelkező területeken jöttek létre. Beszélőik nagyon érdekeltek voltak abban, hogy kommunikációs eszközük legyen kereskedelmi kapcsolataikban. Ezért az ilyen területeken használt pidzsineket kereskedelmi nyelveknek is nevezik.
A pidzsineket általában a forrásnyelveik közötti aszimmetrikus kapcsolat jellemzi. A társadalmilag domináns nyelv a pidzsin szupersztrátuma, amelyből a szókészletének a legnagyobb része származik, és az ebből a szempontból alárendelt nyelv a szubsztrátum, amelynek nagyobb szerepe van a pidzsin fonológiai, szemantikai és nyelvtani rendszerében. Például a kínai szubsztrátumú Pidgin English-nek angol a szókészlete és a kínaiéhoz hasonló a grammatikai szerkezete.
A pidzsinek fő jellegzetessége az, hogy a forrásnyelveikhez viszonyítva leegyszerűsített nyelvi rendszerek. Ez azért van, mert keletkezésük kezdetleges nyelvezetként indult, amelyet sürgős kölcsönös megértés szüksége okozott. Idővel ebből funkcionális kevert nyelv alakult ki, amelyet második nyelvként tanultak meg az anyanyelv mellett.
A pidzsinek egyszerűsége abban áll, hogy szókészletük korlátozott, fonológiai rendszerük leegyszerűsített, grammatikai szerkezetüket pedig masszívan lecsökkentett paradigmák és nagy fokú analitizmus jellemzi. Ehhez a sajátossághoz egyes nyugat-afrikai, dél-ázsiai és délkelet-ázsiai szubsztrátum-nyelvek ilyen jellege is hozzájárul.
A pidzsinek egy másik sajátossága az, hogy gyakran folyamodnak körülírásokhoz és metaforákhoz, pl. a pápua új-guineai tok piszin nyelvben gras bilong hed (vö. angol grass belong head, szó szerint ’fű tartozik fej’) ’haj’. Ugyancsak gyakori összetett szavak alkotása más szavak egyszerű egymás mellé helyezésével, pl. ugyanebben a nyelvben papamama ’szülők’, vagy a Tajmir-félszigeten használt orosz szupersztrátumú pidzsinben Москва берёза (Moszkva berjoza), szó szerint ’Moszkva nyírfa’, jelentése ’ikon, szentkép’.
Nyelvészek észrevették, hogy különböző szupersztrátumú (pl. angol és francia) pidzsinek azonos szerkezetűek, bár nincs közöttük kapcsolat. A nyugat-afrikai pidzsineket illetően olyan feltételezés jelent meg, amely szerint ez annak tulajdonítható, hogy alapjuk egy, a 15. században keletkezett portugál szupersztrátumú pidzsin, amely után angol, francia, spanyol stb. szókészletű pidzsinek jöttek létre.
Általában pidzsinekről csak múlt időben lehet szó. Ezek sokkal rövidebb idő alatt keletkeznek, mint a tulajdonképpeni nyelvek, és élettartamuk is sokkal kisebb, mint ezeké. Egyesek eltűntek akkor, amikor már nem volt létjogosultságuk, mint például a russenorsk, mások tovább fejlődtek és megszűntek pidzsineknek lenni. Hasznosságuk miatt ezek előbb ún. „kiterjedt pidzsinek”, az egész közösség által elismert segédnyelvek lettek. Fontos társadalmi szerepet kaptak, mint például a szingapuri angol-kínai pidzsin akkor, amikor anyanyelvként különböző, kölcsönösen nem érthető kínai dialektusokat beszélők közötti közvetítőnyelv lett. Egyes kiterjedt pidzsinekből kreol nyelvek fejlődtek ki, amelyek már tulajdonképpeni nyelvek. A kreolizációs folyamat úgy indult be, hogy a családokban a gyerekek anyanyelvükként kezdték elsajátítani a pidzsint, rögzített grammatikát tulajdonítva neki, és ehhez igazodva következetesen „rendes” nyelvként beszélve azt. Ez a rögzítettség egyre nagyobb fokú lett a következő generációk beszédében. Így fejlődött ki például a haiti francia, a jamaicai angol, a malajziai angol, a Pápua Új-Guineai tok piszin stb.

## Néhány pidzsinről röviden
Nagyon egyszerű pidgin volt a russenorsk. 150–200 szóval rendelkezett, nem volt létigéje, sem flexiója vagy toldalékolása, és egyetlen elöljárószót használt, a norvég på-t, több jelentéssel, olyan szószerkezetekben és mondatokban, mint på moja stova ’a házamnál/-ba(n)’, sprek på moja ’mondd meg nekem’, på Arkangel ’Arhangelszkbe(n)’.
A baszk-amerikai indián pidzsinről 17. századbeli Kanadában élő francia hittérítők írásaiban van említés. Egyikük azt jegyezte fel, hogy az indiánok a hittérítőket az adesquidex (vö. baszk adiskide ’barát’) megszólítással fogadták. Egy másik hittérítő azt írta le, hogy az indiánok a franciákat ania-nak (vö. baszk anaia ’testvér’) nevezték. Egyéb szavak ebben a pidzsinben elege (vö. baszk errege) ’király’, endia ’több dolog’ (vö. baszk handia ’nagy’) stb.
Egy olyan pidzsin, amely a 21. század elején volt kihalófélben, a Tajmir félszigeten élő bennszülöttek orosz szupersztrátumú pidzsinje. Akkor ezt csak olyan öregek beszélték, akik még ismerték a helyi anyanyelvüket, mégpedig unokáikkal, akik csak az oroszt ismerik. Mondatpélda: Тогда война мера охотник человека никуда не пускает (Togda vojna mera ohotnyik cseloveka nyikuda nye puszkajet) szó szerint „Akkor háború mérték vadász ember sehova nem enged”, jelentése „Akkoriban, a háború idején a vadászokat nem engedték sehová”.
Pidzsinből lett kreol nyelv a Vanuatuban beszélt biszlama, amely hivatalos nyelv is az angol és a francia mellett. Angol szupersztrátuma van és helyi melanéz nyelvek adják a szubsztrátumát. Mondattani tipológiai szempontból SVO-nyelv, vannak elöljárószói, kettős számmal is rendelkezik, 17 mássalhangzó és öt magánhangzó fonémája van. Tanítják iskolában és használják a médiában (az írott sajtóban, rádió- és televízióadásokban). Van szótára és normatív grammatikája is. Mondatpélda: Fren blong mi i helpem mi (vö. angol Friend belong me (i) helped me) szó szerint ’Barát hozzátartozik én (állítmány jele) segített én’, azaz ’A barátom segített nekem’.
Más, mára kihalt angol szupersztrátumú pidzsinek voltak:
- a Szent Ilona-szigeti,
- a hindi szubsztrátumú indiai Hobson-Jobson (vagy Babu English, Chhi-Chhi),
- a dravida szubsztrátumú indiai Butler English (szó szerint ’komornyik-angol’),
- a japán szubsztrátumú, a második világháború utáni amerikai megszállás idejében használt Bamboo English (szó szerint ’bambusz-angol’),
- a koreai háború idejében használt, Japánból áthozott és koreai elemekkel megváltozott Bamboo English,
- a maori szubsztrátumú új-zélandi Maori Pidgin English.